# (100806) 1998 FD107
(100806) 1998 FD107 es un asteroide perteneciente al cinturón de asteroides, región del sistema solar que se encuentra entre las órbitas de Marte y Júpiter, descubierto el 31 de marzo de 1998 por el equipo del Lincoln Near-Earth Asteroid Research desde el Laboratorio Lincoln, Socorro, Nuevo México, Estados Unidos.

## Designación y nombre
Designado provisionalmente como 1998 FD107. 

## Características orbitales
1998 FD107 está situado a una distancia media del Sol de 2,319 ua, pudiendo alejarse hasta 2,846 ua y acercarse hasta 1,792 ua. Su excentricidad es 0,227 y la inclinación orbital 11,14 grados. Emplea 1290,24 días en completar una órbita alrededor del Sol.

## Características físicas
La magnitud absoluta de 1998 FD107 es 15,7. 